# Nerli

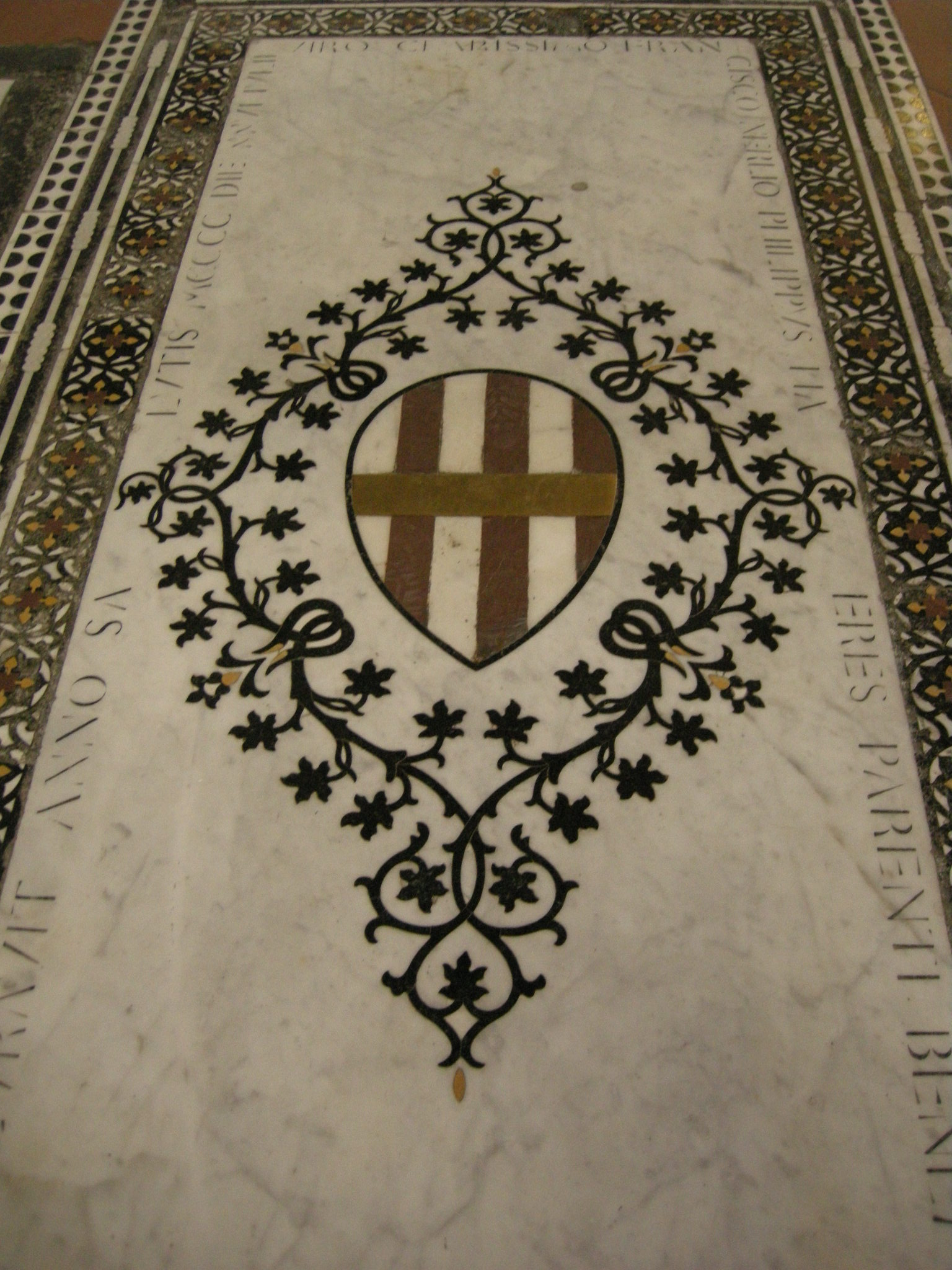
Lapide con stemma Nerli, Santa Croce, Firenze

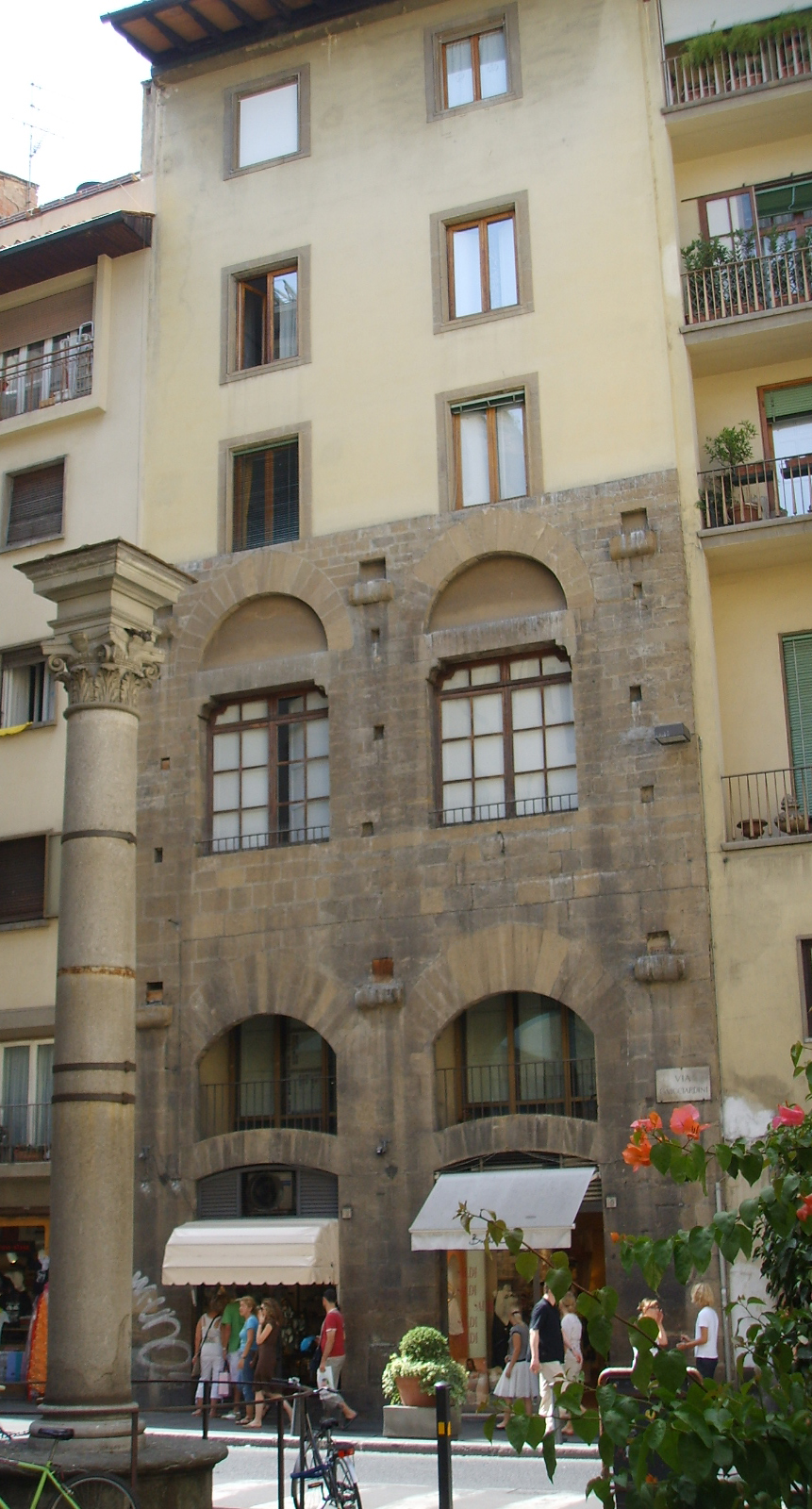
La Torre dei Nerli, in via Guicciardini a Firenze

I Nerli erano una famiglia fiorentina di parte guelfa. Le prime notizie sulla famiglia sono del Villani che riferisce che nel 995 la famiglia fu iscritta all'ordine della cavalleria. A Firenze è dedicata a loro una piazza nella zona di Porta San Frediano.

## Vicende
I Nerli sono una delle grandi famiglie fiorentine, di origine antica, rango consolare, e di primo piano nelle lotte tra Guelfi e Ghibellini di fede prevalentemente guelfa. I Nerli erano signori delle aree collinari a sud ovest di Firenze, oggi in comune di Scandicci, quali Mosciano, Roncigliano e Poggio Farneto (dove si trova una cappella dedicata alla Vergine da essi costruita) e Viceconti dei Cadolingi (Conti di Fucecchio) che avevano possedimenti in quelle stesse aree e controllavano parte della viabilità fra Firenze e Pisa in prossimità di Settimo (vedi castello di Monte Cascioli, oggi Montecacioli). Spostarono la loro residenza nella città di Firenze molto probabilmente agli inizi del XII secolo insediandosi presso il Mercato Vecchio, nel Sesto di Porta del Duomo, nelle case già dei Siri. Passarono quindi più tardi in Oltrarno nel Popolo di San Frediano. I rami ghibellini della famiglia subirono l'esilio dopo il 1266 trasferendosi, alcuni, in Francia. Altri ebbero un lasciapassare per tornare in città ma dovettero cambiare il nome in Della Piazza (dal nome del Borgo di Piazza che era l'antica via Guicciardini) o Gherardeschi..
Dante ricorda i Nerli quando rimpiange la sobrietà degli antichi tempi:
esser contenti alla pelle scoverta

e le lor donne al fuso ed al pennecchio»
(Paradiso, XV, 115-117.)
Il Passerini scrive: "Presero il nome da Nerlo di Signorello di Ridolfo di Ildebrando di Leone. Da questo Nerlo discese messer Gherardino".
I pochi documenti rimasti di quel periodo ci dicono che Messer Nerlo figlio di Gherardino cavaliere a sperone d'oro fu a Firenze console (civitatis) nel 1196 e nel 1202.
I Nerli si distinsero nelle guerre fratricide fra la nobiltà fiorentina che tanto funestarono Firenze nel XIII secolo. Essifurono principalmente di fazione guelfa e delle grandi famiglie guelfe seguirono le sorti.
Definitivamente rientrati a Firenze nel 1266 ripresero il loro posto nell'élite guelfa sostenuta al potere dalle armi dell'angioino.
Nel 1278 sono presenti nel consiglio con 3 membri: Goccia di dominus Ugolino, Lapo di dominus Ruggero, Bertuccio di dominus Giraldo.
Nel 1280 sono presenti alla pace del cardinale Latino due membri della famiglia: Goccia di dominus Ugolino e Mari di dominus Ruggero.
Nel 1293, con gli Ordinamenti di Giustizia, vengono dichiarati Magnati ed esclusi dalla vita politica cittadina.
Il Gamurrini fatica a ricomporne le genealogie. Da queste emerge però un nome Catello, con la cui discendenza di Catello i Nerli si riaffacceranno sulla scena politica fiorentina in seguito.
Nel XV secolo essi avevano una cappella in Santo Spirito, per la quale Filippino Lippi dipinse una famosa Pala, tuttora in loco.

## Personaggi
- Gherardino di Nerlo, console di Firenze nel 1218.
- Giovanna Capponi, parente di Neri Capponi, sposa Tanai di Francesco di Filippo (Tanai de' Nerli)
- Filippo de' Nerli Senatore 1486-1557 scrive I Commentari di Firenze dal 1215 al 1537

più volte gonfaloniere e priore della libertà.
- Bernardo Nerli: nel 1488 fece stampare il primo libro di Omero in greco.
- Benedetto Nerli, gonfaloniere nel 1516.
- Francesco Nerli seniore 1594-1670 vescovo di Pistoia arcivescovo di Firenze cardinale nel 1669.
- Francesco Nerli iuniore 1636-1708 arcivescovo di Firenze cardinale segretario di Stato nel 1673.

## Senatori del Granducato di Toscana[5]
- Filippo di Benedetto di Tanai Nerli (1485-1556) eletto nel 1532
- Maso di Bernardo di Tanai Nerli (1485-1578) eletto nel 1555
- Leone del sen. Filippo di Benedetto Nerli (1519-1565) eletto nel 1556
- Francesco di Federigo di Francesco Nerli (1521-1595) eletto nel 1578
- Filippo del sen. Leone del sen. Filippo Nerli (1544-1590) eletto nel 1589
- Iacopo detto Leone del sen. Leone del sen. Filippo Nerli (1562-1644) eletto nel 1608
- Federigo del sen. Francesco di Federigo Nerli (1560-1649) eletto nel 1645
- Pietro del sen. Federigo del sen. Francesco Nerli (1597-1678) eletto nel 1653, marchese di Ràssina (1678)
- Benedetto del sen. Iacopo detto Leone del sen. Leone Nerli (1603-1670) eletto nel 1663
- Filippo del sen. Piero del sen. Federigo Nerli (1639-1712) eletto nel 1679, 3º marchese di Ràssina